# John Garris
John Brasker Garris (Bridgeport, 6 giugno 1959) è un ex cestista statunitense, professionista nella NBA, in Spagna e in Francia.

## Carriera
Venne selezionato dai Cleveland Cavaliers al secondo giro del Draft NBA 1983 (27ª scelta assoluta).